# Regia società delle scienze di Uppsala

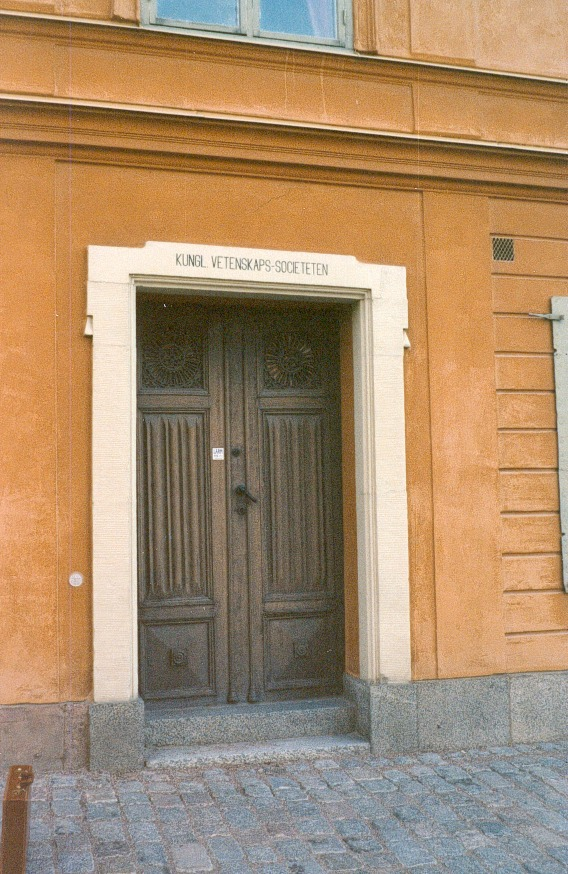
Portone dell'Accademia ad Uppsala

La Regia società delle scienze di Uppsala (svedese Kungliga Vetenskaps-Societeten i Uppsala, latino Societas regia scientarum upsaliensis) è la più antica accademia svedese.

## Storia
Fu fondata nel 1710 ad Uppsala con il nome di Collegium curiosorum. Nel 1719 il nome fu cambiato in quello di Societas Literaria Sueciae, e nel 1728 ottenne un regio brevetto come Societas regia literaria et scientarium. Alla metà del XVIII secolo assunse il nome attuale.
Nel 1731 la società finanziò la spedizione in Lapponia di Linneo, che in seguitò catalogò le specie vegetali scoperte in Flora Lapponica.
Fra i primi soci vi furono Emanuel Swedenborg e Anders Celsius.

## Organizzazione
L'Accademia ha 130 membri nazionali e 100 stranieri, divisi in quattro classi: la classe fisico-matematica, quella di medicina e storia naturale, quella storico-archeologica e quella tecnico-economica. Il re di Svezia è il presidente onorario dell'Accademia
.

## Pubblicazioni
Il bollettino dell'Accademia è stato pubblicato in latino fino al 1863 ed ha cambiato più volte titolo. Dal 1720 al 1729 si chiamava Acta literaria Sueciæ, dal 1730 al 1739 Acta literaria et scientiarum Sueciæ, dal 1740 al 1750 Acta societatis regiæ scientiarum upsaliensis (serie I) e dal 1773 Nova acta societatis regiæ scientiarum Upsaliensis edito in tre serie fino al 1967.